# گنجشک‌های درمنه
گنجشک‌های درمنه (نام علمی: Artemisiospiza)، یک سرده از پرندگان در خانواده گنجشکان آمریکایی است که به‌طور رسمی توسط کلیکا و بنکس، ۲۰۱۱ توصیف شده‌است.

## گونه‌ها
دارای دو گونه است:
| نگاره | نام رایج    | نام علمی                  | پراکندگی                           |
| ----- | ----------- | ------------------------- | ---------------------------------- |
|       | گنجشک درمنه | Artemisiospiza nevadensis | غرب ایالات متحده و شمال غربی مکزیک |
|       | گنجشک بل    | Artemisiospiza belli      | غرب ایالات متحده و شمال غربی مکزیک |

این دو گونه از نظر تاریخی شامل مجموعه گنجشک جگن‌زار بودند، اما در سال ۲۰۱۳ توسط انجمن پرنده‌شناسی آمریکا تقسیم شدند.
هر دو گونه Artemisiospiza در مناطق خشک غرب ایالات متحده و شمال مکزیک زندگی می‌کنند.